# Helado de té verde
El helado de té verde (抹茶アイスクリーム o 抹茶のアイスクリーム Matcha (no) aisukurīmu?) o hielo de matcha es un helado japonés.
Este sabor es extremadamente popular en Japón y otras partes del Este de Asia. Es tan popular que casi todas las heladerías japonesas lo producen,[cita requerida] incluyendo compañías extranjeras como Häagen-Dazs y Baskin Robbins.
El nombre matcha se origina de un tipo específico de té verde usado en la ceremonia del té japonesa. La nieve de té verde también se vende en la forma de monaka. Desde la década del setenta fue introducido en Estados Unidos y desde finales de la década es posible obtenerlo en restaurantes y mercados japoneses. Hoy en día, debido a su popularidad, es cada vez más frecuente encontrarlo en heladerías. También se puede preparar de forma casera.